# Полк СС «Курт Эггерс»
Полк (штандарт) СС «Курт Эггерс» (нем. SS-Standarte Kurt Eggers), ранее Рота военных корреспондентов СС (нем. SS-Kriegsberichter-Kompanie) и Отряд военных корреспондентов СС (нем. SS-Kriegsberichter-Abteilung) — подразделение военных корреспондентов нацистской Германии, подчинявшееся руководству СС.

## История
Свою историю полк ведёт с января 1940 года, когда была сформирована рота из четырёх взводов военных корреспондентов. Они были способны работать независимо друг от друга, были оснащены новейшей киноаппаратурой и могли передвигать камеры, чтобы позволить запечатлеть боевые действия частей СС. Руководителем роты был штандартенфюрер СС Гюнтер д'Алкен, главный редактор газеты Das Schwarze Korps. Перейдя в войска СС, он получил звание гауптштурмфюрера СС резерва, но к концу войны дослужился до звания штандартенфюрера СС резерва.
К каждому из четырёх существовавших на тот момент военных подразделений СС специально добавлялся взвод военных корреспондентов, которые снимали репортажи о боевых действиях во Франции, Нидерландах, Бельгии и Люксембурге. Среди военных корреспондентов обязательно присутствовали профессиональные фотографы, которые сделали многочисленное количество снимков о боевых действиях на Балканах (включая фотографию штандартенфюрера СС Курта Мейера в битве за Клисурский перевал). К августу 1941 года численность служащих в СС выросла, и размер роты вырос до крупного отряда. К каждому военному подразделению стали добавлять большее число корреспондентов, позволяя давать полную картину о ходе боевых действий с участием войск СС.
В декабре 1943 года отряд был снова преобразован и стал носить имя SS-Standarte Kurt Eggers в честь известного военного корреспондента Курта Эггерса, редактора газеты Das Schwarze Korps, который погиб во время битвы за Харьков, освещая подробности боевых действий 5-й дивизии СС «Викинг». После завершения войны все фото- и видеоматериалы, сделанные когда-либо корреспондентами войск СС, были переданы Бундесархиву ФРГ, правами на использование которых он владеет и в настоящее время.
В составе полка несли службу фотографы, операторы, писатели, дикторы и другие деятели журналистики. Среди них было очень много иностранцев, в том числе сын знаменитого норвежского писателя Кнута Гамсуна Арильд. Так, насчитывается как минимум два американца, несколько британцев и новозеландцев, которые попали в плен к немцам и вошли в состав военных корреспондентов.

## Структура

### Штаб
- Адъютант
- Офицер связи в СС-ФХА и ОКВ
- Помощник
- Инженер-стандартизатор
- Офицер-цензор
- Руководитель заграничной группы журналистов
- Руководитель группы писателей
- Руководитель группы фотографов
- Руководитель группы операторов
- Главный оператор
- Руководитель группы радиовещателей
- Руководитель группы радиотехников
- Руководитель группы настройщиков частоты
- Руководитель группы шифровщиков

### Департамент по вопросам администрации
- Управляющий по вопросам расквартировывания

### Группа писателей
- Пресс-офицер связи

### Группа фотографов
- Главный фототехник
- Главный редактор изображений
- Архиварий

### Группа радиовещателей
- Главный радиотехник
- Главный настройщик частоты
- Корреспондент в Северной России
- Корреспондент в Южной России
- Корреспондент в Латвии и Литве
- Корреспондент Юго-Восточного фронта
- Корреспондент Западного фронта
- Специальный корреспондент Юго-Восточного фронта
- Радиоведущий зоны Осло
- Радиоведущий зоны Копенгагена
- Радиоведущий зоны Франции
- Радиоведущий зоны Брюсселя
- Радиоведущий зоны Юго-Востока
- Радиоведущий зоны Адриатики

### Резервная рота
- Учебная группа

### Группа боевой пропаганды
- 2 пропагандистских поезда СС

### Спецгруппа «Зюдштерн»
- «Скорпион Ост»
- «Скорпион Вест» (Верхний Рейн)
- Отряд «Зимняя сказка»